# Vairano Patenora
Vairano Patenora község (comune) Olaszország Campania régiójában, Caserta megyében.

## Fekvése
A megye északi részén fekszik, Nápolytól 60 km-re északra, Caserta városától 35 km-re északnyugati irányban. Határai: Ailano, Caianello, Marzano Appio, Pietravairano, Pratella, Presenzano, Raviscanina, Riardo és Teano.

## Története
Első említése 754-ből származik, habár a régészeti leletek tanúsága szerint jóval korábban, már az ókorban létezett. A következő századokban nemesi birtok volt. A 19. században nyerte el önállóságát, amikor a Nápolyi Királyságban felszámolták a feudalizmust.

## Népessége
A népesség számának alakulása:

## Főbb látnivalói
- Castello (a település középkori vára)
- San Bartolomeo-templom
- Madonna di Loreto-templom
- San Tommaso-templom
- Santi medici Cosma e Damiano-templom
- Beata Vergine del Carmine-templom